# Helina flavisquama
Helina flavisquama är en tvåvingeart som först beskrevs av Zetterstedt 1849.  Helina flavisquama ingår i släktet Helina och familjen husflugor. Arten är reproducerande i Sverige. Inga underarter finns listade i Catalogue of Life.